# Эпоха Великого объединения
Эпо́ха Вели́кого объедине́ния (далее по тексту — ЭВО, также эпоха суперсимметрии) — гипотеза, применяемая в космологии для определения второй фазы развития Вселенной. На основании космологической модели Вселенной, которая расширяется, принято считать, что ЭВО началась в момент времени с ~10−43 секунд, когда плотность материи составляла 1092 г/см³, а температура — 1032 К.

## Основные положения
В физической космологии, предполагая, что природу описывает ТВО, ЭВО была периодом в эволюции ранней вселенной, следующим за Планковской эпохой и предшествовавшим Инфляционной эпохе. С момента начала ЭВО квантовые эффекты слабеют и вступают в силу законы ОТО. Отделение гравитационного взаимодействия от остальных фундаментальных взаимодействий на границе эпох — Планковской и Великого объединения — привело к одному из фазовых переходов первичной материи, сопровождавшемуся нарушением однородности её плотности. После отделения гравитации (первое отделение) от объединения фундаментальных взаимодействий в конце Планковской эпохи три из четырёх взаимодействий — электромагнитное, сильное и слабое взаимодействия — все ещё оставались объединёнными как электроядерное взаимодействие. В течение Эпохи Великого объединения такие физические характеристики, как, например, масса, вес, аромат и цвет были бессмысленны.
Считается, что во время ЭВО температура Вселенной была сопоставима с характерными температурными градиентами теории объединения. Если энергию великого объединения принять 1015 ГэВ, это будет соответствовать температурам выше 1027 K.
Принято считать, что ЭВО закончилась приблизительно в 10−34 секунд с момента Большого Взрыва, когда плотность материи составляла 1074 г/см³, а температура 1027 K, что соответствует энергии 1014 ГэВ — в этот момент времени от электроядерного взаимодействия отделяется сильное ядерное взаимодействие (остаётся объединение электрослабого взаимодействия), которое начинает играть принципиальную роль в создавшихся условиях. Это отделение привело к следующему фазовому переходу и, как следствие, масштабному расширению Вселенной — Инфляционное расширение Вселенной и значительные изменения плотности вещества и его распределения во Вселенной.